# Christliches Spalatin-Gymnasium
Das Christliche Spalatin-Gymnasium ist eine staatlich anerkannte Ersatzschule in der ostthüringischen Skat- und Residenzstadt Altenburg in Trägerschaft der Evangelischen Kirche in Mitteldeutschland. Sie ist nach Georg Spalatin benannt.

## Gebäude
Die Schule ist in einem Gebäude untergebracht, das 1912 für die damalige Ernst-Adelheid-Schule unweit des Altenburger Bahnhofs, Schulstraße 7 im Stadtteil Kauerndorf, errichtet wurde. Das Gebäude lässt sich stilistisch in die Reformarchitektur einordnen; es steht unter Denkmalschutz und ist in der Liste der Kulturdenkmale in Altenburg verzeichnet. In der Zeit des Nationalsozialismus war die Schule nach Hans Schemm und zu DDR-Zeiten nach Ernst Thälmann benannt.

## Schulgeschichte
Das Gymnasium wurde 2001 mit zunächst einer Klasse gegründet und nach Georg Spalatin benannt, einem Freund Martin Luthers, der als Reformator in Altenburg wirkte. Die Schulträgerschaft übernahm die Evangelisch-Lutherische Kirche in Thüringen. In dem Gebäude befanden sich zu dieser Zeit auch noch eine Grund- und eine Regelschule namens Nordschule. Letztere wurde 2004 geschlossen, die Grundschule 2006, so dass das Gymnasium seitdem das gesamte Bauwerk nutzen kann. Seit 2004 besteht eine Kooperation des Gymnasiums mit dem Lindenaumuseum. Im Jahr 2005 wurden die sanierte Aula und die Turnhalle übergeben. Weitere Sanierungsarbeiten wurden 2007 beendet. 2008 eröffnete das Schülercafé. Ein Sportplatz wurde 2009–2010 auf dem anliegenden Gelände der ehemaligen Bella-Schuhfabrik gebaut.

## Schülerzeitung
Die Schülerzeitung Prediger erscheint zweimal im Jahr und bietet den jungen Redakteuren ein Podium. Neben aktuellem Geschehen, Schulinterna und Berichten gab es auch immer wieder hochkarätige Gesprächspartner wie den Oberbürgermeister der Stadt Altenburg, André Neumann (Ausgabe 23), oder den Musicalstar Angelika Milster (Ausgabe 21).

## Schulleiter
Von 2001 bis 2022 wirkte Birgit Kriesche als Schulleiterin. Im Jahr 2023 nahm sie sich ein Sabbatjahr, während ihrer Abwesenheit übernahm Sabine Ulrich kommissarisch die Schulleitung. Seit 2024 ist Birgit Kriesche wieder im Amt.